# Crucifixió de Jesús

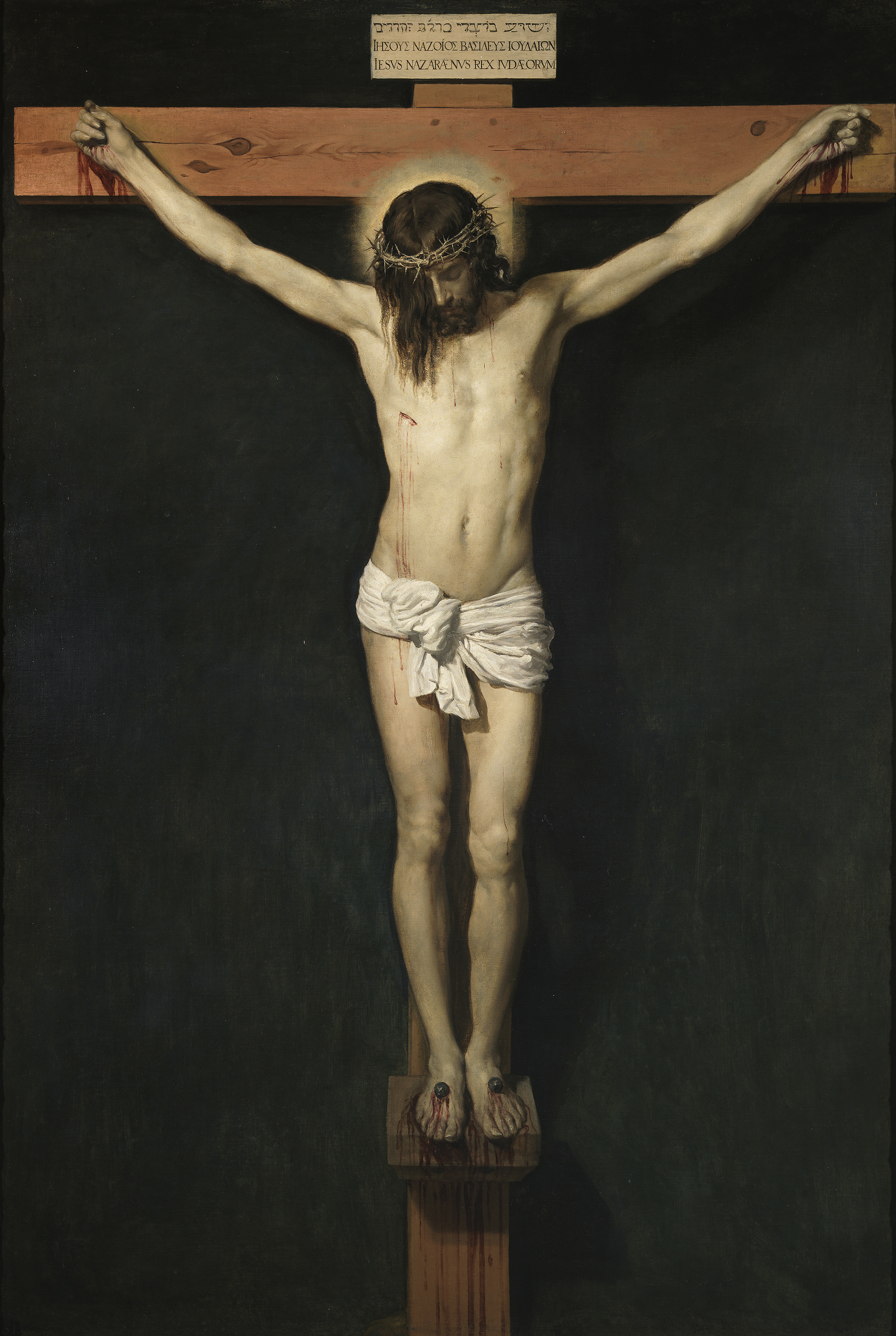
La Crucifixió, de Velázquez, (1631)

La crucifixió de Jesús, i la seva posterior mort, és una llegenda suposadament ocorreguda al segle i. Jesús, a qui els cristians consideren el fill de Déu així com el Messies, va ser arrestat, jutjat i condemnat per Ponç Pilat a ser fuetejat i crucificat. Aquests fets són globalment nomenats 'la passió', el sofriment redemptor de Jesús i la mort per crucifixió representen aspectes centrals de la teologia cristiana, incloent-hi les doctrines de la salvació i l'expiació. La crucifixió de Jesús és descrita als quatre evangelis canònics, testificats a per altres fonts contemporànies, i la consideren com a esdeveniment històric. Els cristians consideren que el sofriment de Jesús es predeia en les escriptures hebrees, com en el salm 22 de David i als cants d'Isaïes.
Segons el Nou Testament, Jesús va ser arrestat a Getsemaní després del Sant Sopar amb els dotze apòstols, i obligat a ser jutjat pel Sanedrí, Pilat i Herodes Antipas, abans de ser lliurat per a ser crucificat. Després de ser fuetejat, va ser ridiculitzat pels soldats romans com a «rei dels Jueus», va ser vestit amb una capa morada, coronat amb espines, el varen colpejar i escopir, mentre es dirigia cap al lloc de la crucifixió.
Un cop al Gòlgota, a Jesús se li va oferir per a beure vi barrejat amb fel. Els evangelis de Mateu i Marc enregistren que ho va rebutjar. Llavors, va ser crucificat penjant entre dos lladres declarats culpables. Segons l'evangeli de Marc, que va haver de suportar el turment de la crucifixió durant sis hores a partir de la tercera hora del seu processament, aproximadament a les 9 del matí, fins a la seva mort aproximadament cap a les 3 de la tarda. Els soldats varen clavar un rètol damunt el seu cap que deia «Jesús de Natzaret, rei dels jueus» en tres llengües, li varen esquinçar les seves robes i es varen sortejar la seva capa sense costura. Els soldats romans no li varen trencar les cames, tal com van fer als altres dos homes crucificats (trencant les cames s'accelerava el procés de crucifixió), ja que Jesús ja era mort. Cada evangeli té la seva pròpia versió de les últimes paraules de Jesús. Als evangelis sinòptics, diversos esdeveniments supranaturals varen acompanyar la crucifixió, incloent-hi un eclipsi, un terratrèmol, i (a Mateu) la resurrecció de sants.
Després de la mort de Jesús, el seu cos va ser davallat de la Creu per Josep d'Arimatea i enterrat en una tomba, amb l'ajut de Nicodem. Segons la tradició cristiana, Jesús va ressuscitar tres dies més tard.
Els cristians consideren la mort de Jesús a la creu com un sacrifici sabut i consentit (ja que no preparava una defensa en els seus judicis) que emprenia com a "agent de Déu" per expiar el pecat de la humanitat i per fer possible la seva salvació. La majoria dels cristians proclamen aquest sacrifici a través del pa i vi de l'eucaristia, com un record del Sant Sopar, i molts també commemoren l'esdeveniment el Divendres Sant.

### Narracions dels evangelis

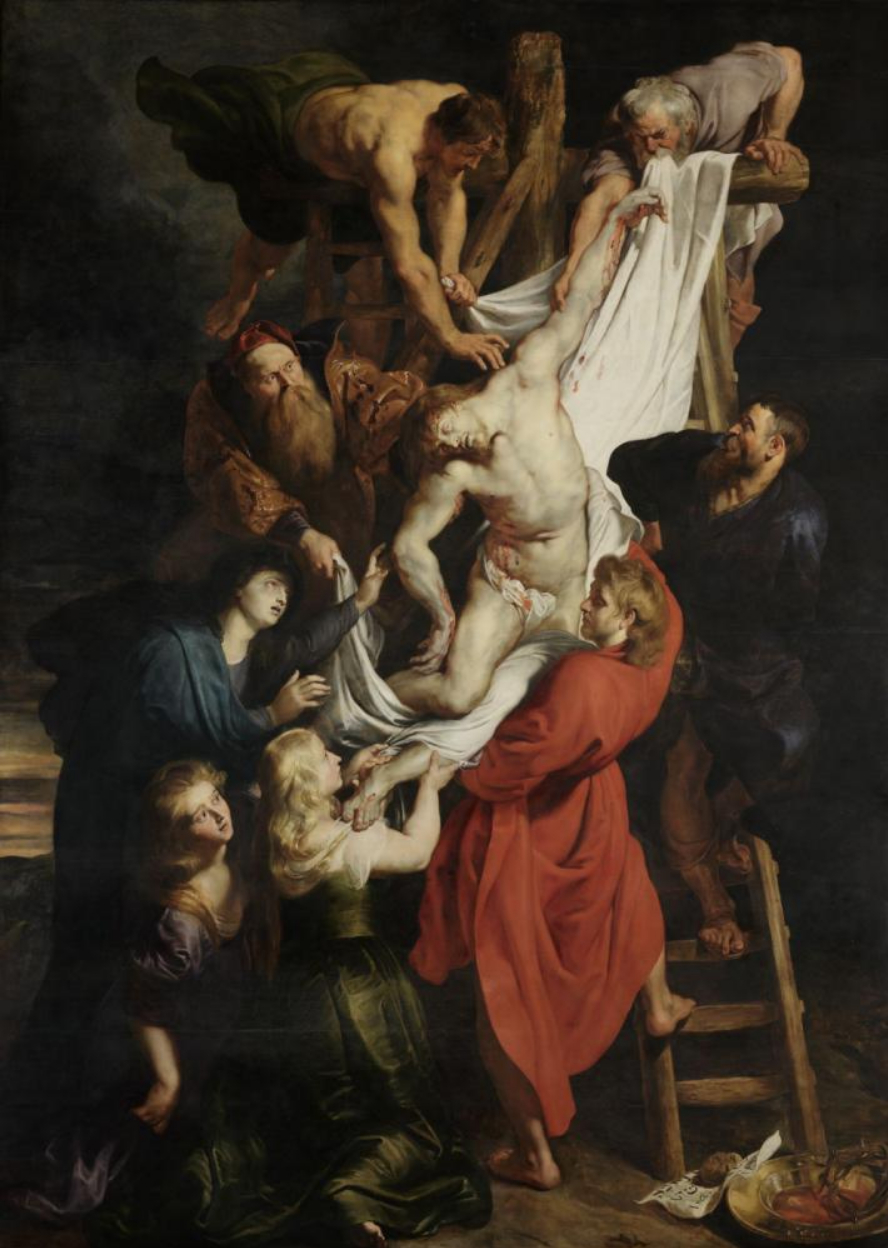
Davallament de Rubens, Lilla

### Data de la crucifixió

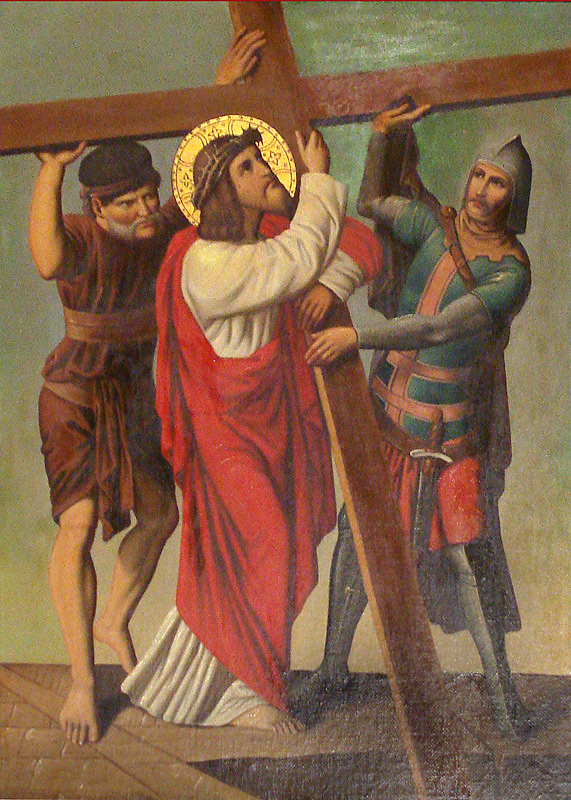
Jesús ajudat per Simó de Cirene, pintura brasilera del segle XIX

### Lloc de la crucifixió

Un diagrama de la Basílica del Sant Sepulcre i el lloc històric basat en un document alemany

## Mètode i forma de crucifixió

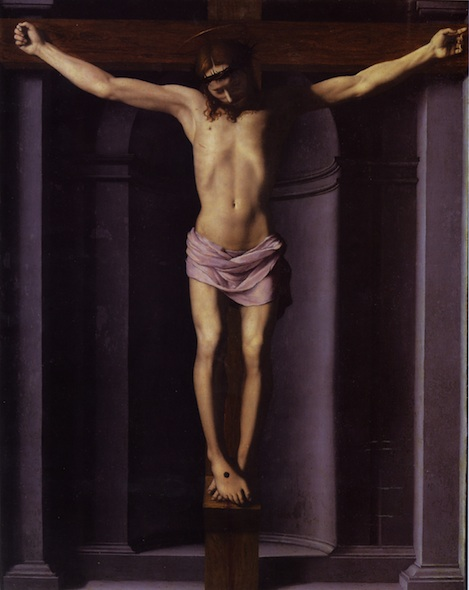
La descripció de Bronzino de la Crucifixió amb tres claus, sense cordes, i un hipopòdium de suport, c. 1545

## Últimes paraules de Jesús

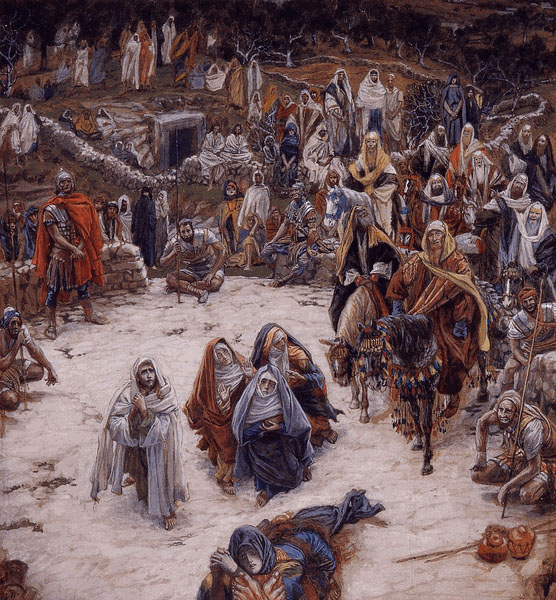
La Crucifixió, vista des de la Creu, de James Tissot, segle XIX

## Aspectes mèdics de la crucifixió

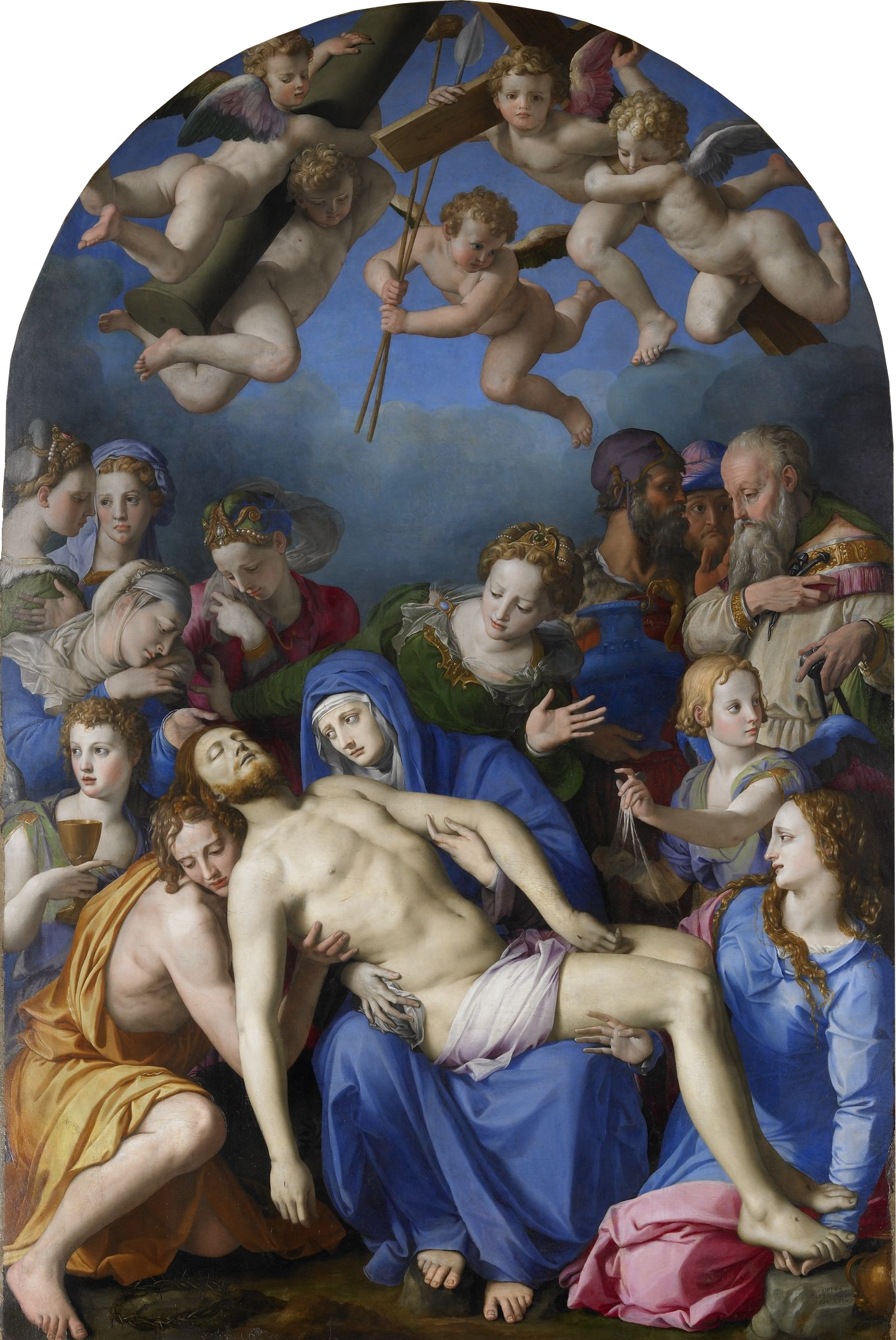
Davallamentde Crist, de Bronzino; Musée des Beaux-Arts et d'Archéologie; Besançon